# Fiukówka
Fiukówka [pronunciación en polaco: /fjuˈkufka/] es un pueblo ubicado en el distrito administrativo de Gmina Krzywda, dentro del condado de Łuków, voivodato de Lublin, en el este de Polonia. Se encuentra a unos 8 kilómetros al noroeste de Krzywda, a 20 kilómetros al oeste de Łuków, y a 74 kilómetros al noroeste de la capital regional Lublin.